# Авраамически религии
Авраамически религии е общо название на юдаизма, християнството, исляма и бахайството в сравнителното религиознание.
За всички тях до 1870-те години се е считало, че произлизат от обща древносемитска основа и почитат Аврам (на иврит: אַבְרָהָם, Авраам; на арабски: ابراهيم, Ибрахим) – първия от патриарсите на Израел. Животът на Аврам е описан в Стария завет, а в Корана и Битието е наричан пророк.
Аврамическите религии са монотеистични. Изповядват се от над половината от вярващите жители на планетата. Много последователи на тези религии отричат обединяването на тези религии под името авраамически поради традиционно и фундаментално различаващи се идеи за Аврам и бога.

## Сравнения
| Философия                                 | Юдаизъм | Християнство | Ислям |
| ----------------------------------------- | --- | --- | --- |
| Сътворение на света                       | Описано в Тора (Петокнижието), част от Стария Завет | Описано в Стария Завет | Описано в Корана |
| Първороден грях                           | Не, всички, които не са родени от майка-еврейка, се считат за гоа, те не са богоизбрани. | Според римо-католицизма и православието – съществува. Редица протестантски църкви отричат съществуването му. | Човек се ражда чист от грехове. |
| Вяра в Съдния ден                         | Да | Да | Да |
| Вяра в Исус (Иса)                         | Не, според юдаизма Месията не е дошъл все още | Да | Да, мюсюлманите признават Исус Христос за Месия |
| Животът на Исус (Иса)                     | Все още не е дошъл | Син Божи, роден непорочно и възкръснал на третия ден | Роден непорочно, но не е син Божи, не е възкръснал, а се е въздигнал жив в Небесата |
| Месията и Съдният ден                     | Когато дойде дългоочакваният месия, той ще стане Цар Израилев и ще управлява тук на Земята. След това ще настъпи Съдният ден. | Второто пришествие ще сложи край на съществуването на живота, такъв какъвто го познаваме. Ще Настъпи Съдният ден. | Исус (Иса) ще възвести настъпването на Съдния ден. |
| Сключване на Завет с Бог                  | Бог сключва завет единствено с потомци на Авраам. Момчетата се обрязват на осмия ден | Чрез Кръщение, в някои деноминации на Християнството преди това се изисква преминаването на Катехизис (обучение в основи на християнството). Причастието е част от непрекъснатия процес на препотвърждаване на сключения Завет. | Чрез изричане на фразата: „Няма друг Бог освен Аллах и Мохамед е Неговият Пророк.“ Обрязването на момчета е препоръчително, но не задължително, обрязване на жени се допуска единствено от естетическа гледна точка. (Въпреки това масово в Египет и други мюсюлмански страни по поречието на р. Нил, съществува масова практика за обрязване на жени.) |
| Основни източници на религиозно право:    | Талмуд. Месо: Може да се яде единствено бозайник, който е чифтокопитен и преживя (по този критерий свинята се изключва, въпреки че е чифтокопитна). Разрешени са и някои морски животни (които имат перки и люспи). Свещен ден – Събота (Шабат). | Библия, Решения на Вселенските Събори, Решения на Поместните Събори, за католиците – папските були и енциклики. Няма специфични изисквания за забрана на храна. Свещен ден – Неделя, с изключение на някои протестантски движения, които настояват за спазването на Шабата (Съботата) – Църква на адвентистите от седмия ден, например. | Шериат (Коран, Сунни, Хадиси, Фетви, Решения на мазхабите) Свещен ден Петък. |
| Изисквания към хигиена и външен вид       | Да, жените и мъжете не следва да са твърде открити. Преди молитва следва да се направи ритуално измиване. | Консервативно, без крайности. | Да, изключително висока хигиена. Жените следва да са с покрити коси. Мъжете не е желателно да показват голота от пъпа до коленете. Не се допуска носенето на злато и сребро от мъжете. |
| Религиозни символи                        | Звездата на Давид. Не се допускат никакви изображение на нищо, що е на небето, на земята и т.н. На децата не им е позволено да си играят с кукли и други играчки, имащи формата на живо създание. Не се допускат скулптури.                      | Кръстът. Масово са разпространени икони и статуи, включително култа към тях. В някои от християнските деноминации кръстът не се възприема като символ, а всички протестантски църкви отричат иконите и скулптурите като обект на обожание. | Полумесецът. Забранени са изображение на животни и хора. Скулптурите също са забранени. Децата могат да си играят с кукли, както и с играчки-животни. |
| Основни течения                           | Ортодоксален юдаизъм, Литовска школа, Хасидизъм, Ортодоксален модернизъм, Религиозен Ционизъм, Консервативен юдаизъм, Реконструктивен юдаизъм | Католицизъм – (Римо-католицизъм, Униатство); Арменско православие; Източно православие; Копти; Протестантство – (Петдесятничество, Адвентисти, Баптисти, Евангелисти, Методисти), спорно според някои теолози и богослови, но считащи себе си за християни: Мормони – (Църква на Иисус Христос на Светиите от последните дни, Реорганизирана Църква на Иисус Христос на Светиите от последните дни, Църква на Иисус Христос и други) | Сунити, Шиити, Дервиши, Суфити, Ибадизъм, Уахабизъм |
| Свещени места                             | Йерусалим | Йерусалим, като за някои от деноминациите свещените земи могат да са значително различни | Мека, Медина, Йерусалим |
| Върховен водач/ Върховен колективен орган | Днес – Равинът, (Съветът на Равините). В миналото Първосвещеник и Синедрионът – не съществуват от Времето на Втория храм | За католиците – Епископът на Рим, наричан Папа, за православните – Патриархът, и за двете деноминации Върховен колективен орган е Вселенският Събор, постоянно действащи Върховни колективни органи – католицизъм – Колегия на Кардиналите и Синод на Епископите; В Православието – Светият синод, в протестантските течения по принцип не съществуват. В други течения, като Мормонизмът – начело е Президентът на Църквата (Пророкът), и двама негови заместници (Първо президентство). Следвани от Съвета на Апостолите (Съвета на дванайсетте, в което влиза и Първото президентство), а след това от съвета на Седемдесетте. | В Исляма начело на шиитите са аятоласите (потомци на Мохамед), при сунитите тази власт принадлежи на халифа, или мюфтията, в зависимост от това дали страната е теократична или светска. |